# 大衛·伯恩斯
大卫·伯恩斯（David D. Burns，1942年9月19日—），是一位美国精神病学家，斯坦福大学医学院精神病学和行为科学系荣誉副教授，并且是《感觉良好：新情绪疗法》、《感觉良好手册》和《感觉棒极了：抑郁和焦虑的革命性新疗法》等畅销书籍的作者。伯恩斯在20世纪80年代，他的书籍成为畅销书之后，推广了阿爾伯特·艾利斯（Albert Ellis）和亞倫·貝克（Aaron T. Beck）的认知行为疗法（CBT）。在2021年1月的一次采访中，伯恩斯将自己的知名度上升和许多成功归功于1988年在著名电视脱口秀《Phil Donahue Show》中的表现，他在此之前通过帮助制片人的青少年儿子解决了抑郁症而获得邀请上节目。